# Сидоренко Євгенія Кирилівна
Євгенія Кирилівна Сидоренко (26 грудня 1886, с. Івановське, тепер Рильського району Курської області РФ — 21 лютого 1981, Київ) — українська театральна акторка.

## З життєпису
1909 закінчила Московські драматичні курси (педагоги В. Качалов, Л. Леонідов). Спочатку працювала на російській, з 1918 на українській сцені у театрах: Першому театрі Української Радянської Республіки ім. Т. Шевченка в Києві, ім. І. Франка у Харкові, ім. Т. Шевченка у Дніпропетровську й у 1930-их pp. у Харківському Театрі Революції. У 1931—1934 роках входила до трупи українського театру Жовтень у Ленінграді. У 1933—45 працювала у театрах Одеси, Харкова, Києва.
Нора і Мірандоліна в однойменних п'єсах Г. Ібсена та К. Ґольдоні; у 1930-их pp. у п'єсах Івана Микитенка — Небаба, Степанида («Диктатура», «Маруся Шурай»), Тірпа («На руїнах» Лесі Українки), Дівчина («По дорозі з Кавказу» О. Олеся), Матір («Вячеслав» остапа Вишні), Марія Антонівна («Ревізор» Гоголя), Рима («Отрута» Луначарського), Панова («Любов Ярова» Треньова), Катаріна («Приборкання непокірної» Шекспіра), Ніколь («Хворий та й годі» Мольєра) та ін.
Серед вихованців — Н. Ужвій, К. Осмяловська, К. Загорянська.
Похована в Києві.